# حاجی‌آباد (بخش مرکزی سربیشه)
حاجی‌آباد یک روستا در ایران است که در بخش مرکزی شهرستان سربیشه واقع شده‌است. حاجی‌آباد ۲۰ نفر جمعیت دارد.